# La expulsión de los mercaderes (El Greco, Minneapolis)
La expulsión de los mercaderes del Instituto de Artes de Minneapolis es un lienzo realizado por Doménikos Theotocópuli —el Greco—durante su etapa romana. El Greco realizó siete versiones de este motivo, siendo ésta la segunda, tras La expulsión de los mercaderes (El Greco, Washington), pintada ca. 1568.

## Introducción
La Expulsión de los mercaderes del Templo es un episodio narrado en los cuatro evangelios canónicos: Mt. 21:12, Mr. 11:15-17, Lc. 19:45-46, Jn. 2:13-16. Relata cómo Jesús expulsó del Templo de Jerusalén a los cambistas y comerciantes, que vendían animales para sacrificios rituales.
Este asunto es uno de los más interesantes del repertorio del Greco, quien mantuvo el mismo esquema general en las siete ocasiones en que lo trató, siendo por ello muy valioso para estudiar su evolución artística.  Las dos versiones de la etapa italiana revelan una enorme evolución en menos de una década. Después de unos veinte años, el tema reapareció —ya en España— con una composición más sencilla y clara, eliminando los elementos anecdóticos de las anteriores versiones.

## Análisis de la obra

### Datos técnicos y registrales
- Instituto de Artes de Minneapolis;
- Pintura al óleo sobre lienzo;
- Dimensiones: 117 x 150 cm, según Wethey (Según el Museo, mide 116.84 x 149.86 cm el lienzo completo, y 115,57 x 147,32 cm la parte que está a la vista);
- Datación: ca. 1570-1575.[10]
- Firmado con letras griegas mayúsculas, en la izquierda de la grada central: ΔΟΜΗΝΙΚΟΣ ΘΕΟΤΟΚΌΠΟΥΛΟΣ KΡΗΣ E'ΠOΙEI;[11]
- Consta en el catálogo de Harold Wethey con el n º. 105, y con la referencia 10-b en el de Tiziana Frati.[12]

### Descripción de la obra
Son muy pocos los detalles de sensualidad femenina en el corpus pictórico del Greco, siendo el presente lienzo y la versión de Washington dos de los escasos ejemplos al respecto. Si bien en la Visión del Apocalipsis, aparecen varios desnudos integrales —masculinos y femeninos— éstos son de carácter onírico e intersexual.

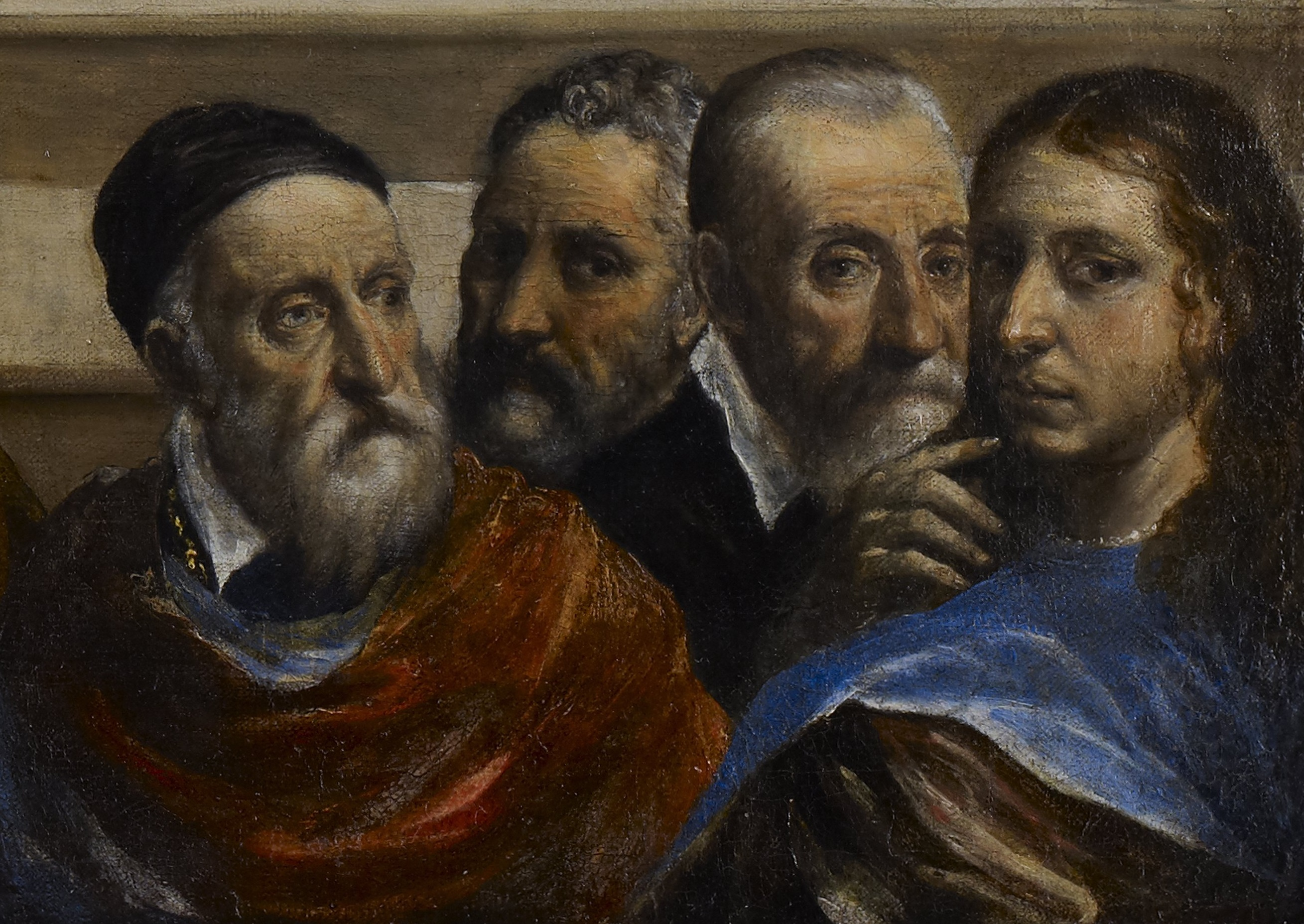
Detalle de la parte inferior derecha, con las imágenes de Tiziano, Miguel Ángel, Giulio Glovio y Rafael Sanzio.

Los cuatro personajes que figuran en la esquina inferior derecha, deben de ser los que más influyeron en la formación del Greco. De izquierda a derecha aparecen Tiziano, Miguel Ángel, Giulio Clovio y un cuarto personaje, que generalmente se ha identificado con Rafael Sanzio, aunque también pudiera tratarse de Correggio, de Sebastiano del Piombo, o incluso de un autorretrato.
Esta obra revela una mayor madurez del Greco, mejorando la claridad, coherencia y monumentalidad de la composición, siendo —según Wethey— la obra maestra de su etapa italiana. Las dimensiones del lienzo casi duplican las de la anterior versión, de cuya composición el pintor mantiene los elementos esenciales. El escenario apenas ha variado: las pilastras se han substituido por columnas, desapareciendo las hornacinas con estatuas. Los edificios del fondo tienen un aspecto más "romano" y uno de ellos cierra la línea del horizonte.  El resplandor amarillo y rojo de la puesta de sol detrás de la galería es muy hermoso.
Los personajes son también los mismos y su situación y actitudes son parecidos. La figura de Cristo ha ganado en estatura y su manto azul ya no se confunde con el del anciano tras él. Tampoco su túnica rosa se asemeja a los paños del joven semidesnudo, sino con el vestido de la vendedora en primer plano. Ha disminuido el número de animales y el tratamiento anatómico de los dos muchachos semidesnudos también es mejor que en la versión anterior. La pintura está aplicada con mucho grosor, sobre todo en las carnaciones, con un colorido claro y hermoso, que mejora toda la composición, de forma que tanto los grupos a derecha e izquierda de Cristo, como las figuras —antes poco integradas— quedan mejor conectadas al grupo, gracias al color y a leves cambios de posición.

## Procedencia
- Duque de Buckingham, en York House, 1635;
- Vendido en Amberes en 1649;
- Lord Yarborough;
- Adquirido por el Instituto de Arte de Minneapolis en 1924.[22]